# Хиперхидроза
Хиперхидроза – нарича се още „профузно изпотяване“ – Hyperhidrosis (excessive sweating). Това е проява на прекомерно и засилено изпотяване на различни части от тялото. Най-често се наблюдава на ръцете, на краката, под мишниците. Но може да се прояви и по бедрата, кръста, гърба, челото и др.
Симптомите на засилено изпотяване могат да варират у хората. Но обикновено са 3 – 4 пъти по-засилени от нормалното. У някои хора потта капе на капки от ръцете. Чести са изблици на студена пот. Обикновено проявите траят дълго време (години). През лятото симптомите се засилват, а през зимата леко намаляват, но не напълно. Заболяването предизвиква психологически дискомфорт. Хората се затварят и избягват социалните си контакти.
Има различни лечения, но те зависят от редица фактори. Необходимо е да се изпробват няколко метода, за да има добър ефект.